# Tamrotte
Tamrotter er rotter af arten brun rotte, der er avlet i fangenskab i flere generationer.
Tamrotter holdes både som kæledyr og til brug som foder for f.eks. slanger. Desuden bruges de ofte til dyreforsøg, både fordi rotter er modtagelige for næsten alle menneskets sygdomme, og fordi rotter er intelligente dyr.

## Tamrotter som kæledyr
En tamrotte er lige så social som en hund. Derfor skal en tamrotte ikke isoleres i et lille bur en hel dag, men bør tages op og kæles flere gange om dagen/natten. Ligesom en hund elsker tamrotter udfordringer, som f.eks. at spille boldspil med en lille bold. Den kan lægge sig ned på ens skød og være helt stille, bare for at blive aet og nusset som en hund eller kat. Den kan ligge der i timevis som en hund eller kat.
Gennem de senere år er det blevet populært at holde rotter som kæledyr. I Danmark bliver rotter både avlet som kombineret foderdyr og kæledyr og udelukkende som kæledyr. Personer der avler rotter udelukkende til kæl ønsker at forbedre rottens sundhed, temperament og levetid. Der ligger ofte også bevidste valg af avlsdyr til grund for at avle bestemte kombinationer af pelstype, øretype og farver.
Mange dyrehandlere sælger også tamrotter, både til brug som foder og som kæledyr. Til kæledyrsbrug skal man være opmærksom på, at rotter fra dyrehandlere sjældnere er resultatet af bevidste valg og langsigtet planlægning end tilfældet er hos private avlere. At en rotte er lavet hos en privat avler er dog ikke noget kvalitetsstempel i sig selv, da al avl af rotter er af svingende kvalitet, både hos dyrehandlere, foderopdrættere og kæledyrsopdrættere. Den danske forening for rotteejere og rotteavlere, Dansk Rotteforening, blev opløst i 2007, men erstattet i 2008 af Den Danske Tamrotteforening.

## Pasning af tamrotter

### Gruppeopdeling
Rotter er sociale flokdyr, og de bør derfor altid holdes sammen med en eller flere andre rotter.De bliver ikke mindre tamme af at gå sammen med flere – ofte tværtimod. Der er forskellige holdninger til hvordan rotter trives bedst i grupper. Nogle mener at rotter har bedst af at gå sammen parvis eller én han sammen med to eller flere hunner. Kælerotteavlere har oftest deres rotter opdelt i kønsadskilte grupper, så de to køn kun kommer sammen ved planlagt avl. Dette afsnit omhandlede avl.
Hvis du kun har en rotte, skal du betragte den som en hund, og behandle den derefter. Gode råd er at vække den min. 2 gange i løbet af dagen og lege med den, nusse den, være sammen med den.
Fra kæledyrsavlerne hævdes det, at kønssammensatte grupper virker nedslidende på hunnerne, fordi de derved får kuld efter kuld. Modargumentet er at det også er sådan formeringen sker i naturen. En klar ulempe ved denne form for gruppesammensætning er det store antal unger, der bliver produceret.
De opdelte grupper der praktiseres hos de fleste kæledyrsejere kritiseres omvendt for at skabe problemer, specielt ved mange hanner sammen. Kæledyrsavlere henviser dog til at denne metode har været praktiseret længe, og ikke har været problematisk.

### Burindretning
Rotter har brug for plads at bevæge sig på, og til at skille deres aktiviteter. Rotter er meget intelligente og kan få meget tid til at gå med forskelligt legetøj og aktivitetsredskaber, som hængekøjer, rør, tove og meget andet. Rotter er lærenemme kæledyr og kan lære at løse opgaver der både beskæftiger rotten, og kan være sjove eller hyggelige at se på. Indret dit bur efter beskæftigelse for rotten.
Visse løbehjul anses for at kunne skade rottens hale, navnlig de løbehjul der oftest markedføres til gnavere, der er lavet af stålringe med tvær "bjælker" af stål med hul imellem. Faren anses at være at rottens hale kommer ud mellem 2 "tværbjælker" og derved kan brække da hjulet fortsætter med at dreje.
Rotters brug af løbehjul er dog meget varieret. Rotter er intelligente nok til at de hurtigt regner ud at de ingen vegne kommer.
Rotter er næsten altædende, så man skal passe på, at det legetøj, man putter i buret, ikke kan være skadeligt for dem, hvis de gnaver i det.

### Strøelse
Bundmaterialet i burene kan bestå af f.eks. avispapirstrimler, træpiller eller hampstrøelse. Nogle rotter kan være allergiske overfor hø og halm.
Avispapir har en dårligere sugeevne end eksempelvis træpiller eller hampestrø, og skal derfor skiftes oftere og giver flere lugtgener. Strimler af avispapir er dog ganske udmærket til redemateriale for rotter, uanset køn og drægtighed. Avispapir har den ulempe at den friske tryksværte i nogle tilfælde er giftig, uden man kan se det på avisen. Aviser skal derfor ligge et stykke tid så de tører helt igennem.
Savsmuld og træspåner bør undgås, da det oftest er baseret på fyrretræ. Fyrretræ og rotteurin frigiver ammoniakdampe, som er skadelige for lungerne, både rotters og menneskers.
Hvilken strøelse der anbefales afhænger meget af hvem du spørger.

### Mad
Næsten alt med måde men ikke citrusfrugter, ikke saltet/eller krydret mad. En rotte kan ikke svede, derfor intet med salt. Ikke sodavand eller deslige, en rotte kan ikke bøvse. Ikke kartofler, der kan være grønne/giftigt. Ikke ret meget sukker. Lidt mørkt chokolade kan være godt for vejrtrækningen, men ikke en hel plade, et lille stykke.
- Som godbidder og belønning til rotter kan man f.eks. bruge:
  - Frisk eller tørret frugt
  - Hårdkogte æg (gerne med skal)
  - Hundekiks
  - Kattemad
  - Kogt kød/fisk/kylling
  - Gnaverstænger
  - Hele nødder og meget andet med måde

Citrusfrugter kan derimod forårsage læbesvamp og kan i øvrigt skade rotters tænder.

## Parring, drægtighed, unger og amning
En hunrotte har en drægtighedperiode på 21,5 døgn. Som med mennesker kan den faktiske drægtighed variere og tommelfingerreglen er 21-24 dage. Hunrotten er normalt i løbetid hver 3.-6. dag og ved en løbetid parrer hannen hunnen gentagne gange med kort tids mellemrum. Hunrotten kan blive drægtig efter kun én løbetid, dette kan efterprøves ved at hunnen efterfølgende afviser hannen ved næste forventede løbetid (dette er dog ikke en sikker indikator på drægtighed).
I forhold til dansk avlsetik er det anbefalet at en hunrotte ved første kuld har en minimumsalder på 5 måneder, dog helst 6 måneder, og en maksimumsalder på 10 måneder. Hunnen bør maks få 2-3 kuld i sin levetid med et minimum på 2-3 måneders ventetid fra fravænning af sidste kuld til ny parring. Hannen bør ved første parring mindst være 10 måneder gammel, helst mere end 12 måneder. Der er ingen øvre grænse for hannens alder ved parring, og det er anbefalet at han ikke bruges mere end 3-5 gange i avl.
Aldersgrænserne for hvornår hunnen bør få kuld skyldes den større risiko for fødselskomplikationer først og sidst i livet.
Ungerne er ved fødslen helt nøgne og blinde.
Mens ungerne stadig er nøgne, kan man se efter om de får mælk ved at vende ungen om på ryggen. Ved eftersyn skal der være en hvid plet eller stribe på dens mave. Hvis det er tilfældet, kan man gå ud fra, at moderen ammer, som hun skal.
Man kan kønsbestemme ungerne lige fra fødslen – dette kan gøres ved at kigge på mellemrummet mellem numsehullet lige under halen og den lille tisse-"dims" (hanner og hunner har begge noget der kan minde om en lille tissemand), hanner har et større mellemrum end hunner da de senere vil have deres pung og testikler i dette område.
Øjenfarven på rotterne kan bestemmes fra fødslen men det bliver svært igen når ungernes lyserøde og halvt gennemsigtige hud bliver dækket af pels og indtil de så får deres øjne.
De fleste pelstyper kan bestemmes allerede fra fødslen ved at kigge på knurhårene.
Efter få dage begynder de at få pels, aftegningerne kan nogle gange ses allerede fra fødslen.
Når ungerne er ca. 2 uger gamle, åbner de øjnene og de begynder også at bevæge sig meget mere rundt.
Ungerne må tidligst tages fra moderen, når yde er 4 uger gamle, det anbefales dog at lade ungerne gå sammen med moderen til de er 5 uger gamle da de stadig ammer lidt og lærer en del af deres mor.
Ved 5 ugers alderen kønsopdeles ungerne, da kønsmodningen kan begynde allerede på dette tidspunkt.
Hunnerne kan blive sammen med moderen, såfremt det ikke belaster hende for meget.
Hannerne kan sættes sammen med voksne hanner på dette tidspunkt – introduktion på neutral grund kan være nødvendig.

## Træning
Rotter kan optrænes til mange ting, og i blandt andet USA og Storbritannien er der konkurrencer i bl.a. højdespring, længdespring, skønhed og kærlighed.
Skønhedskonkurrencer eller udstillinger som det egentligt er går ud på at have den sundeste og smukkeste rotte der passer den standard og gruppe den er opstillet i.
En kærlighedskonkurrence handler om at have den mest hengivne og kælne rotte, som bl.a. kan finde ud af at give kys.
Under træningen belønnes den rigtige adfærd med godbidder samt masser af ros. Man kan også bruge en "klik-træner" som ved træning af hunde.
Rotter kan lære bestemte lyde og ord og kan optrænes til f.eks. at genkende deres navn og vide, hvornår der er givet foder.